# Stratford (Nowa Zelandia)
Stratford (maor. Whakaahurangi) w Nowej Zelandii to miasto na Wyspie Północnej. Jest to jedyne miasto w centrum regionu Taranaki. Położone jest u wschodniego podnóża wulkanu Egmont, w przybliżeniu w połowie drogi między New Plymouth i Hawera. Miasto liczy około 5400 mieszkańców.

## Miasta partnerskie
- Stratford, USA